# 제시카 그레이엄
제시카 그레이엄(Jessica Graham, 1953년 1월 1일 ~ )은 미국의 배우, 영화배우이다.

## 영화
- 어 나이트 엣 더 오피스 (2012년) - 루이스 역
- 2분 후 (2007년)
- 데블 걸 (2007년)